# On and On (Jack Johnson album)
On and On er det andet studiealbum fra den amerikanske singer-songwriter Jack Johnson. Det blev udgivet via Universal Records i 2003. Johnson selv sang og spillede guitar på albummet, mens Adam Topol spillede trommer og percussion og Merlo Podlewski spillede bas ligesom på det foregående album. Det blev indspillet i The Mango Tree studier på Hawaii.
En anden version af nummeret "Rodeo Clowns" blev oprindeligt udgivet i samarbejde med G. Love & Special Sauce deres album Philadelphonic fra 1999.
Johnson sang omkvædet fra sangen "Gone" på The Black Eyed Peas' sang "Gone Going (Featuring Jack Johnson)" på deres album Monkey Business, der udkom i 2005.

## Spor
Alle sange er skrevet af Jack Johnson, medmindre andet er noteret.
1. "Times Like These" – 2:22
2. "The Horizon Has Been Defeated" – 2:33
3. "Traffic in the Sky" – 2:50
4. "Taylor" – 3:59
5. "Gone" – 2:10
6. "Cupid" – 1:05
7. "Wasting Time" (Johnson, Adam Topol, Merlo Podlewski) – 3:50
8. "Holes to Heaven" – 2:54
9. "Dreams Be Dreams" – 2:12
10. "Tomorrow Morning" – 2:50
11. "Fall Line" – 1:35
12. "Cookie Jar" – 2:57
13. "Rodeo Clowns" – 2:38
14. "Cocoon" – 4:10
15. "Mediocre Bad Guys" – 3:00
16. "Symbol in My Driveway" – 2:50

## Hitlister
| År   | Hitliste            | Placering |
| ---- | ------------------- | --------- |
| 2003 | Top Internet Albums | 3         |
| 2004 | Billboard 200       | 3         |
| 2004 | German Albums Chart | 88        |